# شیرامینه جون
شیرامینه جون (به ژاپنی: 白峰 旬 しらみね じゅん)، (تولد ۱۹۶۰ میلادی). مورخ ژاپنی استاد، گروه تاریخ، دانشکده ادبیات، دانشگاه بپو در زمینه قلعه‌های ژاپنی در عصر جدید اولیه است.